# Emil Lucka
Emil Lucka, född 11 maj 1877, död 15 december 1941, var en österrikisk författare.
Lucka debuterade 1903 som lyriker med Sternennächte, gav sedan i romaner som Isolde Weisshand (1909), drama, noveller och reseskildringar som Thule (1920) prov på subtil analys och högstående stilkonst. Från omkring 1910 gjorde han sig dock främst känd för sina studier över det mänskliga själslivets väsen och utvecklinge genom tiderna med Die drei Stufen der Erotik (1913) och Grenzen der Seele (1916).